# Velocidad de la luz en un medio material
La velocidad de la luz en un medio material depende de la estructura molecular de  éste, en particular de las propiedades electromagnéticas del mismo, la permeabilidad eléctrica y la permeabilidad magnética. Estas propiedades pueden presentar valores diferentes para diferentes longitudes de onda o frecuencias de la luz incidente, por lo que usualmente la velocidad de la luz en un medio va a depender de la longitud de onda (esa es la causa por la cual la luz blanca al atravesar un medio sufre dispersión cromática).
Macroscópicamente la luz puede ser tratada como una onda tal como sugiere la electrodinámica aunque en ciertos casos presenta un comportamiento corpuscular o de partícula. Este comportamiento corpuscular fue establecido por Einstein en su interpretación del Efecto fotoeléctrico, ese trabajo estableció que la luz puede considerarse formada por partículas cuánticas llamadas fotones. La velocidad de los fotones en el vacío es de 299,792,458 m/s, pero, esta velocidad se reduce dependiendo del material por el que se propaga.

## Tabla de velocidad de la luz para diferentes materiales
La velocidad de la luz depende del medio, y alcanza su valor máximo en el vacío por lo que, en un medio material, será forzosamente inferior.
La velocidad de la luz se representa:
- Como {\displaystyle \,c}: para la velocidad de la luz en el vacío
- Como {\displaystyle \,v}: para velocidad de la luz en la materia, según tabla:

| Material                                                              | Índice de refracción | Velocidad m/s | Notación                   |
| --------------------------------------------------------------------- | -------------------- | ------------- | -------------------------- |
| Vacío                                                                 | 1                    | 299.792.458   | {\displaystyle \,m\,_{0}}  |
| Aire {\displaystyle _{(1)}}                                           | 1,00029              | 299.705.543   | {\displaystyle \,m\,_{1}}  |
| Dióxido de carbono                                                    | 1,0004               | 299.672.589   | {\displaystyle \,m\,_{2}}  |
| Hielo                                                                 | 1,31                 | 228.849.205   | {\displaystyle \,m\,_{3}}  |
| Agua (a 20 °C)                                                        | 1,333                | 224.844.349   | {\displaystyle \,m\,_{4}}  |
| Acetona                                                               | 1,36                 | 220.435.631   | {\displaystyle \,m\,_{5}}  |
| Alcohol etílico                                                       | 1,36                 | 220.435.631   | {\displaystyle \,m\,_{6}}  |
| Solución de azúcar (30%)                                              | 1,38                 | 217.240.912   | {\displaystyle \,m\,_{7}}  |
| Fluorita                                                              | 1,434                | 209.060.291   | {\displaystyle \,m\,_{8}}  |
| Glicerina                                                             | 1,473                | 203.525.090   | {\displaystyle \,m\,_{9}}  |
| Benceno                                                               | 1,501                | 199.728.486   | {\displaystyle \,m\,_{10}} |
| Solución de azúcar (80%)                                              | 1,52                 | 197.231.880   | {\displaystyle \,m\,_{11}} |
| Cuarzo                                                                | 1,544                | 194.166.099   | {\displaystyle \,m\,_{12}} |
| Rubí                                                                  | 1,767                | 169.661.832   | {\displaystyle \,m\,_{13}} |
| Diamante                                                              | 2,417                | 124.034.943   | {\displaystyle \,m\,_{14}} |
| {\displaystyle (1)} En condiciones normales de presión y temperatura. |                      |               |                            |
| Ver además: Índice de refracción                                      |                      |               |                            |

La radiación de Čerenkov es generada por el paso de partículas que atraviesan un medio material a una velocidad superior a la que la luz puede alcanzar en dicho medio material (véanse velocidades y materiales en recuadro).
La teoría de la relatividad sostiene que en el vacío absolutamente nada podría superar la velocidad de la luz {\displaystyle \,c\,\,}. 
Sin embargo, en un experimento de reciente fecha estaría por confirmarse que sería posible para la velocidad agrupada, que la luz pueda exceder {\displaystyle \,c\,\,}. Un experimento hizo que la velocidad agrupada de rayos láser viajara distancias extremadamente cortas a través de átomos de cesio a {\displaystyle 300\times c\!}. Sin embargo, no es posible usar esta técnica para transferir información más rápido que {\displaystyle \,c}: la velocidad de la transferencia de información depende de la velocidad frontal (la velocidad en la cual el primer incremento de un pulso sobre cero la mueve adelante) y el producto de la velocidad agrupada y la velocidad frontal es igual al cuadrado de la velocidad normal de la luz en el material.[cita requerida]